# I Don't Care (Ed Sheeran en Justin Bieber)
I Don't Care is een single van de Britse singer-songwriter Ed Sheeran met de Canadese zanger Justin Bieber. Het nummer staat op het album No.6 Collaborations Project en kwam uit op 10 mei 2019. De single haalde een nummer 1-plaats in verschillende landen als het Verenigd Koninkrijk, Noorwegen, Denemarken en Australië. De videoclip kwam uit op 17 mei 2019. Deze werd gefilmd in Japan en in de Verenigde Staten. Op 22 juni 2019 steeg het liedje naar de nummer één-positie van de Mega Top 50. In de Nederlandse Top 40 stond deze hit elf weken (afgebroken) op de tweede plaats, wat een record is.

## NPO Radio 2 Top 2000
| Nummer met noteringen in de NPO Radio 2 Top 2000 | '20  | '21  |
| ------------------------------------------------ | ---- | ---- |
| I Don't Care                                     | 1719 | 1889 |

1. ↑  Een vetgedrukt getal geeft de hoogste notering aan.
2. ↑  2020 was het eerste jaar met een notering voor dit nummer.
3. ↑  Deze tabel is bijgewerkt tot en met de laatste editie (2024).